# Indaiatuba
Indaiatuba város Brazíliában, São Paulo államban. Lakosainak száma 256 223 fő (2020. július 1.). Indaiatuba Monte Mor, Elias Fausto, Salto, Itu, Campinas és Cabreúva községekkel határos.

## Népesség
A település népességének változása:
| Lakosok száma | 147 050 | 201 619 | 231 033 | 256 223 | 255 748 |
|               | 2000    | 2010    | 2015    | 2020    | 2022    |